# (4092) Tyr
(4092) Tyr est un astéroïde de la ceinture principale.

## Description
(4092) Tyr est un astéroïde de la ceinture principale. Il fut découvert le 8 octobre 1986 à Brorfelde par Poul Jensen. Il présente une orbite caractérisée par un demi-grand axe de 2,63 UA, une excentricité de 0,25 et une inclinaison de 4,0° par rapport à l'écliptique.

## Compléments